# Смирнов, Иван Дормидонтович
Ива́н Дормидо́нтович Смирно́в (25 сентября (7 октября) 1850, Панкратово, Нижегородская губерния — 1940, Дивеево, Горьковская область) — священник Русской православной церкви, протоиерей Дивеевского монастыря.

## Биография
Родился 25 сентября (7 октября) 1850 в селе Панкратове Нижегородской губернии в семье священника Дормидонта Александровича Смирнова (умер 1859). В 1875 году окончил Нижегородскую духовную семинарию, после чего до 1878 года — учитель в селе Знаменском Симбирской губернии. С 19 февраля (3 марта) 1878 года — священник села Пица Нижегородской губернии, с 1881 года — села Ямская Слобода той же губернии и одновременно — учитель Закона Божьего в местной земской школе. С 1881 года — священник Дивеевского монастыря, с 6 (19) июня 1916 года — протоиерей. В день закрытия монастыря 27 сентября 1927 года был арестован вместе с другими священниками, но вскоре выпущен (по легенде — из-за своего знакомства с отцом основателя СССР Ильёй Николаевичем Ульяновым, которое произошло во время учительствования Смирнова в Симбирской губернии). Скончался в Дивееве в 1940 году. В 1989 году верующие активисты Дивеева выкупили бывший дом Смирновых и перестроили его в церковь.

## Награды
Иван Дормидонтович Смирнов был награждён рядом церковных наград:
- Набедренником (1884)
- Скуфьёй (1889)
- Камилавкой (1897)
- Наперсным крестом (1902)
- В 1921 году удостоился благословения патриарха Русской православной церкви Тихона.